# 2023 en Nouvelle-Écosse
Chronologie de la Nouvelle-Écosse
- 2019
- 2020
- 2021
- 2022
- 2023
- 2024
- 2025
- 2026
- 2027

Cet article traite des événements qui se sont produits durant l'année 2023 dans la province canadienne de la Nouvelle-Écosse. 

## Événements
- Mai - Juin : des incendies très importants ravagent la province[1]. 16 000 habitants ont été évacués d'Halifax[2].

## Décès
- 13 août : Patricia Bredin, actrice et chanteuse
- 11 septembre : Lloyd Hines, homme politique et ministre
- 4 décembre : Gerald J. Comeau, homme politique, député fédéral et sénateur

#### 2023 dans le reste du monde
- 2023 dans le monde
- 2023 au Canada
- 2023 au Québec, 2023 au Nouveau-Brunswick, 2023 à Terre-Neuve-et-Labrador, 2023 en Colombie-Britannique, 2023 au Yukon, 2023 aux Territoires du Nord-Ouest, 2023 en Alberta, 2023 au Nunavut, 2023 en Ontario, 2023 en Saskatchewan
- 2023 par pays en Amérique, 2023 au Canada, 2023 aux États-Unis
- 2023 en Europe, 2023 dans l'Union européenne, 2023 en Belgique, 2023 en France, 2023 en Italie, 2023 en Suisse
- 2023 en Afrique • 2023 par pays en Asie • 2023 en Océanie
- 2023 aux Nations unies
- Décès en 2023